# Saint-Jean-d’Angély
Saint-Jean-d’Angély ist eine französische Gemeinde mit 6679 Einwohnern (Stand 1. Januar 2022) im Département Charente-Maritime in der Region Nouvelle-Aquitaine an den Ufern der Boutonne; sie ist Verwaltungssitz des Arrondissements Saint-Jean-d’Angély. Der Ortsname wird oft mit Saint-Jean-d’Y abgekürzt. Die Bewohner werden Angériens und Angériennes genannt.
Die Gemeinde erhielt die Auszeichnung „Zwei Blumen“, die vom Conseil national des villes et villages fleuris (CNVVF) im Rahmen des jährlichen Wettbewerbs der blumengeschmückten Städte und Dörfer verliehen wird.

## Geografie
Saint-Jean-d’Angély liegt im Zentrum des Pays des Vals de Saintonge in der Nähe der Autobahn A 10, 140 Kilometer von Bordeaux und 410 Kilometer von Paris entfernt.
Die wirtschaftlichen Aktivitäten des Ortes und seiner Umgebung mit rund 30.000 Einwohnern beziehen sich auf die Nahrungsmittelproduktion, die Produktion von alkoholischen Getränken (Pineau des Charentes) und Cognac, die Tourismusindustrie ist im Aufbau. Abseits der Achse La Rochelle–Niort–Poitiers und weit von der Küste entfernt leidet die Gegend unter der Landflucht und der Überalterung der Bevölkerung.

## Geschichte
Saint-Jean-d’Angély war einer der Sicherheitsplätze für die Hugenotten.
Am 5. März 1588 wurde hier Henri I. de Bourbon, prince de Condé von einem Pagen getötet, der ein Verhältnis mit seiner Ehefrau Charlotte de la Tremoille hatte.
1621 wurde Saint-Jean-d’Angély durch König Ludwig XIII. belagert und erobert
Zehn Kilometer südöstlich befand sich bis 1990 der Militärflugplatz Saint Jean d’Angély-Fontenet.

### Bevölkerungsentwicklung
| Jahr                       | 1962 | 1968 | 1975 | 1982 | 1990 | 1999 | 2009 | 2016 |
| Einwohner                  | 8660 | 9739 | 9642 | 8820 | 8060 | 7681 | 7581 | 7066 |
| Quellen: Cassini und INSEE |      |      |      |      |      |      |      |      |

### Benediktinerinnenabtei
Von 1827 bis 1959 bestand in Saint-Jean-d’Angély (Bistum La Rochelle) das Nonnenkloster Notre-Dame des Anges, gegründet von Marie-Magdeleine Coullaud (Schwester Gertrude, ehemals Abtei Saint-Maixent in Saint-Maixent-l’École), das 1839 durch die von Thérèse de Bavoz gegründete Benediktinerinnenabtei Pradines als Tochterkloster übernommen wurde. 1959 wechselten die Schwestern in die Abtei Sainte-Marie-de-Maumont in Juignac.

## Persönlichkeiten
- Jean-Joseph de Bonnegens des Hermitans (1750–1817), Abgeordneter des Dritten Standes 1789.
- Michel Aunaud (1911–1982), Autorennfahrer
- Xavier Richardeau (* 1965), Jazzmusiker

## Sehenswürdigkeiten
Siehe auch: Liste der Monuments historiques in Saint-Jean-d’Angély
Die wichtigsten Sehenswürdigkeiten sind die erhalten gebliebenen Gebäude der ehemaligen Abtei Saint-Jean-Baptiste. Seit 1998 sind sie als Teil des UNESCO-Welterbes „Jakobsweg in Frankreich“ ausgezeichnet.
|  |  |  |  |  |
|  |  |  |  |  |

## Städtepartnerschaften
- Koumondé, Togo, seit 1994
- Mondsee, Österreich, seit 1999
- New Iberia, Louisiana, USA, seit 2001